# Una McCann Wilkinson
Una McCann Wilkinson est une artiste peintre américaine expressionniste. Née en 1913 à Redwood City en Californie et morte à Segré, en France le 6 mars 2013, elle fut mariée à Jack (John) Wilkinson (1913-1973), peintre et professeur d'art à l'université d'Oregon.
Elle assista Diego Rivera quand il pegnit un mural à San Francisco Exposition sur l'Île du Trésor. Elle fut la seule femme admise sur le chantier du Pont de la Baie d'Oakland, à San Francisco, où elle fit des centaines de dessins de travailleurs et de leur équipement. Ceux-ci furent exposés au muséum d'Art de San Francisco en 1937 et au musée d'Art de l'université Stanford en 1986, pour le 50e anniversaire du pont.
Elle a peint aussi de nombreux paysages anciens[pas clair]. Elle a exposé à la Karin Clarke Gallery à Eugene (Oregon) en 1930.
Elle s'installe à Segré en Maine-et-Loire dans la fin des années 1980. Elle ne peignait plus depuis 2008. Elle meurt dans cette ville, quelques jours après avoir célébrée son centenaire, en mars 2013.